# Sacra Congregazione della Consulta

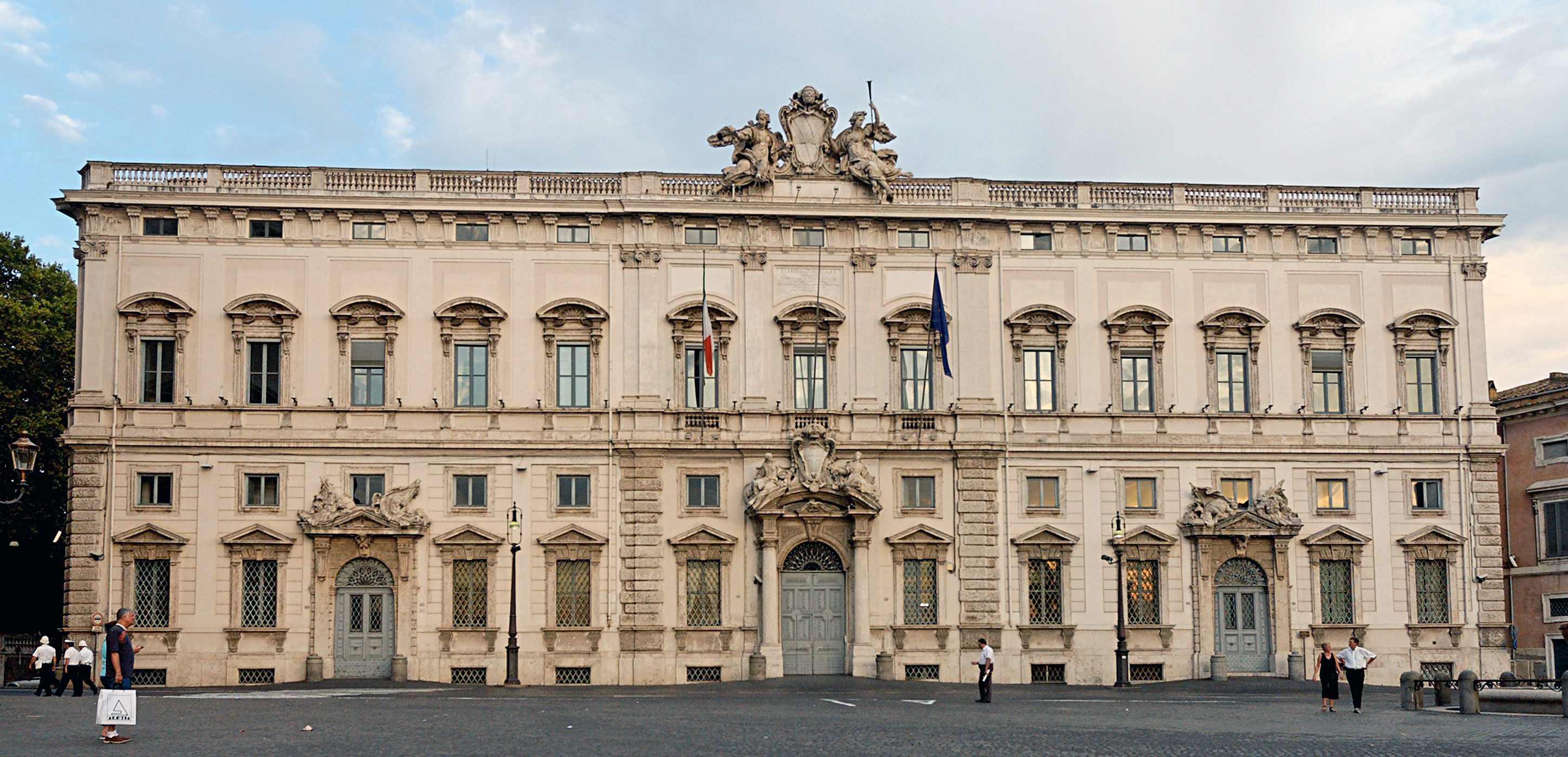
Ehemaliger Sitz im Palazzo della Consulta

Die Sacra Congregazione della Consulta (auch Tribunale della Sacra Consulta genannt, kurz Sacra Consulta) war eine Kongregation der Kurie der römisch-katholischen Kirche. Die Sacra Consulta hatte zunächst gerichtliche und beratende Aufgaben. Später wurde sie in Strafsachen auch Appellationsgericht.
Die Sacra Consulta entstand 1559 als besondere Kommission. Offiziell errichtet wurde sie am 22. Januar 1588 von Sixtus V. Seit dem 18. Jahrhundert befand sie sich im Palazzo della Consulta auf dem Quirinal in Rom. Ihre endgültige Auflösung erfolgte durch Paul VI.

## Geschichte
Papst Paul IV. bildete 1559 eine Kommission von vier Kardinälen, die auf dem Gebiet des Kirchenstaates Missstände beheben und Streitigkeiten zwischen seinen eigenen Neffen und den Feudalherren beenden sollte. Mit dem Apostolischen Schreiben Immensa aeterni Dei vom 22. Januar 1588 begründete Sixtus V. die Sacra Congregatio pro consultationibus negociorum status ecclesiastici mit dem niedrigsten Rang unter den fünfzehn neuerrichteten Kongregationen. Ihre Aufgaben umfassten polizeiliche Funktionen ebenso wie die Gesundheitsverwaltung des Kirchenstaates. Sie bestand zunächst aus fünf Kardinälen, davon einer als Präfekt, und einem Sekretär, der zugleich Vorsitzender des Gerichtshofes der Consulta und Vizepräsident der Gesundheitskommission war. Das weitere Personal bestand aus „Ponenten“ (von lateinisch ponere ‚innehaben‘) genannten Beamten, die ihre Aufgaben jeweils in einem bestimmten territorialen Bereich, genannt ponenza, innehatten. Ihre hoheitlichen Befugnisse übte die Consulta gegenüber Laien im gesamten Kirchenstaat aus, ausgenommen hiervon waren die Legationen sowie die exempten Städte Rom, Benevent, Spoleto, Fermo und Ceneda.
Mit der Apostolischen Konstitution Post diuturnas vom 30. September 1800 bestätigte Papst Pius VII. die Jurisdiktion der Consulta und fügte ihr die Zuständigkeit als Appellationsgericht in Strafsachen für Berufungen oder Revisionen gegen Urteile der Baronatsgerichte hinzu. Mit dem Motu proprio Dopo le orribili calamità vom 5. Oktober 1824 wies Leo XII. der Consulta die Funktion eines Berufungsgerichts für den gesamten Kirchenstaat zu, mit Ausnahme der Legationen, für die ein Appellationsgerichtshof in Bologna zuständig war. Mit der Strafprozessordnung, die Gregor XVI. am 5. November 1831 verfügte, wurde sie zum obersten Gerichtshof des Kirchenstaates in Strafsachen umgestaltet. Das Tribunal der Consulta war in zwei „Kurse“ (Senate) gegliedert, von denen der eine unter dem Vorsitz des Dekans der Ponenten und der andere unter dem des Sekretärs verhandelte. Darüber hinaus gewann sie den Charakter eines Sondergerichts für politische Strafsachen. Hingegen verlor die Consulta unter Gregor XVI. ihre Zuständigkeit für die Gesundheitsverwaltung, welche auf die am 20. Juli 1834 errichtete Congregazione speciale sanitaria (Gesundheitskongregation) überging. Allerdings spielten der Sekretär und die Ponenten der Consulta weiterhin eine wichtige Rolle in dieser Kongregation.
Das Sondergericht der Consulta wurde zwar durch Artikel 4 der liberalen Verfassung vom 17. März 1848 abgeschafft, jedoch im Zuge der Restauration vom Sommer 1849 erneut errichtet. Während der letzten zwei Jahrzehnte des Kirchenstaates erwarb sich die Consulta einen sinistren Ruf als hauptsächliches Unterdrückungsinstrument der päpstlichen Herrschaft bei den Liberalen und den italienischen Patrioten.
Ihre Tätigkeit endete mit der Eingliederung des Kirchenstaates in das Königreich Italien am 20. September 1870. Formal aufgelöst wurde die Consulta jedoch erst im 20. Jahrhundert durch Paul VI.